# 曹三良
曹三良（?—?），唐朝折冲都尉，参与东征高句丽。
贞观十九年（645年），唐太宗征讨高句丽。四月初一，辽东道大总管李世勣从通定渡过辽河，到达玄菟（今辽宁省沈阳市）。高句丽人把各城城门都关闭自守。四月初五，辽东道副大总管江夏王李道宗领兵数千人到达新城（今辽宁省抚顺市顺城区高尔山城），折冲都尉曹三良带领骑兵十多人抵达城门，城中没有人敢出来应战。营州都督张俭率胡兵做为前锋，渡过辽河，抵达建安城（今辽宁省盖州市青石岭镇高丽城山城），斩首高句丽兵卒几千人。